# Красное и чёрное (Секретные материалы)
«Красное и чёрное» (англ. «The Red and The Black») — 14-й эпизод 5-го сезона сериала
«Секретные материалы». Премьера
состоялась 8 марта 1998 года на телеканале FOX.
Эпизод позволяет более подробно раскрыть так называемую «мифологию сериала», заданную в пилотной серии
Режиссёр — Крис Картер, автор сценария — Крис Картер и Фрэнк Спотниц, приглашённые звёзды — Митч Пиледжи, Крис Оуэнс,
Вероника Картрайт.
В США серия получила рейтинг домохозяйств Нильсена, равный 12,0, который означает, что в день
выхода серию посмотрели 19,98 миллиона человек.
Главные герои серии — Фокс Малдер (Дэвид Духовны) и Дана Скалли (Джиллиан Андерсон), агенты ФБР, расследующие сложно поддающиеся научному
объяснению преступления, называемые Секретными материалами.

## Сюжет
Мужчина, сидящий так, что его лица не видно, пишет письмо своему сыну — его имя не называется. Мужчина, живущий в уединенном домике, адресует письмо ФБР и платит мальчишке, чтобы тот отнес конверт на почту. Тем временем спасатели прибывают к плотине, где по всей длине моста лежат обугленные тела. Среди погибших можно опознать Тихого Вилли, наемного убийцу, работавшего на Синдикат. Скиннер отправляет Малдера к одной из палаток, где медики занимаются Скалли. Неподалёку найдено тело Дмитрия, русского мальчика. В тех местах, где одежда не прикрывала тело, его кожа почернела от огня. Когда Скалли приходит в сознание, она признается, что не помнит ничего из случившегося у плотины. В коридоре больницы Спендер говорит Малдеру, что спасатели не смогли найти его мать, Кассандру. Человек с Хорошо Ухоженными Ногтями и врач, доктор Броншвейг, заходят в отделение карантина больницы, где лежит Мария Коваррубиас. Позже Человек с Хорошо Ухоженными Ногтями беседует с Крайчеком, задержанным на борту русского грузового судна. Человек с Хорошо Ухоженными Ногтями уверен, что Крайчек намеренно подверг Дмитрия атаке чёрной жидкости, чтобы инфекция перекинулась на каждого, кто попытается выяснить у мальчика подробности сожжений в России. Также он уверен, что у Крайчека есть вакцина, которая позволит выступить против колонистов пришельцев. Человек с Хорошо Ухоженными ногтями предлагает Крайчеку свободу в обмен на вакцину. Тем временем, неподалёку от военно-воздушной базы в Форт Викамп терпит крушение космический корабль. Пришелец без лица вытаскивает своего товарища из-под обломков. Позже члены Синдиката изучают фотографии пришельца. Они приходят к выводу, что перед ними фотографии одного из бойцов сопротивления, участника продолжающейся борьбы против колонистов пришельцев. Человек с Хорошо Ухоженными Ногтями говорит, что Крайчек дал ему вакцину, а значит, возможно, появился смысл принять участие в сопротивлении. Однако Старший объявляет, что захваченный пришелец будет передан колонистам. По его приказу Человек с Хорошо Ухоженными Ногтями должен ввести вакцину Коваррубиас, чтобы убедиться, что вакцина действительно работает. В больнице Малдер говорит Скалли, что рентгеновское обследование показало наличие у всех людей, собравшихся у плотины, имплантатов. По мнению Малдера, это правительство США изготовило и имплантировало чипы как часть проекта по разработке биохимического оружия. Скалли соглашается на сеанс гипноза у доктора Вербера, надеясь вспомнить, что же произошло у плотины. Погрузившись в состояние, подобное трансу, Скалли вспоминает, как над её головой пролетел НЛО, а вскоре после этого пришельцы без лиц накрыли собравшихся огнем. Потом с неба опустился другой корабль и атаковал существ без лиц. Кассандру из её инвалидной коляски утянуло вверх, к кораблю. Вербер говорит Малдеру, что все случившееся повторится ещё раз. Скиннер прослушивает пленки записи сеансов гипноза Скалли у доктора Вербера. Малдер говорит Скиннеру, что случай у плотины был инсценирован, чтобы прикрыть разрабатываемый военный проект. Скиннер считает, что история Скалли об НЛО более правдоподобна. Тем временем выясняется, что вакцина не подействовала на Коваррубиас. Старший объявляет Человеку с Хорошо Ухоженными Ногтями, что захваченного пришельца передали колонистам. Спендер показывает агентам видеозапись самого себя в детстве на сеансе гипноза. Маленький Спендер рассказывает врачу, как его похитил НЛО. Спендер ставит пленку на паузу. Он говорит агентам, что все услышанное ими — неправда, он просто повторил ложь, которую столько раз рассказывала ему мать. Он уверен, что проповедуемая доктором Вербером теория подавленных воспоминаний безосновательна. Также Спендер напоминает, сколько раз Скалли выслушивала теории Малдера об НЛО... проводя тем самым параллель — Скалли впитала рассказы Малдера, как Спендер в детстве истории матери. Малдер захвачен врасплох появлением Крайчека в своей квартире. Крайчек говорит, что Казахстан, гора Скайлэнд и часть Пенсильвании являются пробными точками для колонизации. Сожжения, по словам Крайчека, — это попытки сопротивления пришельцев сорвать планы по колонизации. Крайчек рассказывает Малдеру, где держат пленного пришельца из числа мятежников. Он уверяет, что если пленник погибнет, погибнет и все сопротивление. Вместе со Скалли Малдер приезжает в Форт Викамп. Пытаясь обманом пройти через главный вход, агенты замечают Тихого Вилли, который садится за руль военного грузовика, собираясь покинуть базу. Когда машина выезжает из ворот, Малдер забирается в грузовое отделение. Там он находит захваченного пришельца без лица. Тихий Вилли останавливает машину... и превращается в Наемного Охотника. Он забирается в грузовое отделение, а затем грузовик заливает белый свет. Вслед за этим появляется второй пришелец без лица с оружием наподобие огнемета. Малдер стреляет. Через некоторое время на растерянного Малдера набрасываются военные. Его усаживают в машину, где уже находится Скалли. Малдер не помнит, как он попал в грузовик. Тем временем конверт, который появлялся в начале эпизода, приносят Спендеру. Через несколько дней конверт с надписью вернуть отправителю доставляют в уединенный домик Курильщику.